# Economie constituțională
Economia constituțională este un program de cercetare în economie și constituționalism care își propune să ofere explicații privind alegerea „unor seturi alternative de reguli juridico-instituțional-constituționale care constrâng opțiunile și activitățile agenților economici și politici”. Acest tip de analiză economică are în vedere un câmp mai larg decât „analiza economică a legislației constituționale” și se deosebește de încercarea de a explica alegerile făcute de agenții economici și politici în cadrul acestor reguli, aceasta din urmă făcând obiectul economiei ortodoxe.
În loc să limiteze analiza la relațiile economice ca funcții ale dinamicii distribuției bunurilor și serviciilor, economia constituționala ia în considerare impactul semnificativ al deciziilor politico-economice. “Economistul politic care dorește să ofere consultanță normativă trebuie să se concentreze, în mod necesar, asupra procesului sau structurii în care se observă procesul de luare a deciziilor politice. Constituțiile, structurile sau legile existente sunt supuse unei examinări critice”.
Economia constituțională este definită ca o abordare practică folosită pentru a aplica instrumentele economice în cadrul problemelor constituționale. Un exemplu în acest sens este alocarea resurselor economice și financiare disponibile la nivel național, una dintre preocupările majore ale tuturor națiunilor. Soluția juridică a acestei probleme se găsește în aria economiei constituționale. Un alt exemplu este studierea “compatibilității deciziilor economice eficiente cu cadrul constituțional existent și limitările sau condițiile favorabile create de acest cadru”.

## Origini

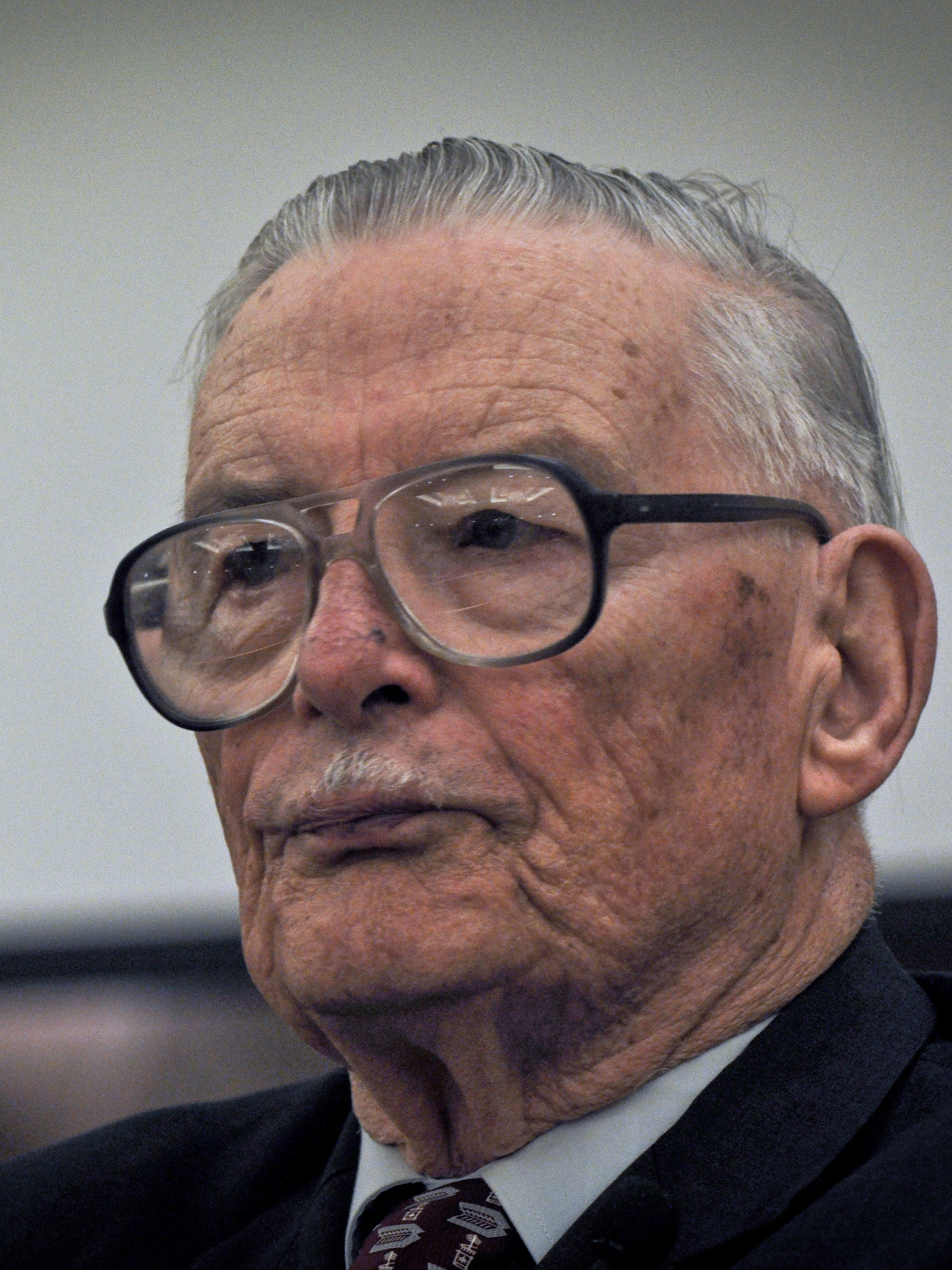
Economia constituțională a fost popularizată de către James M. Buchanan, pentru care acesta a primit Premiul Nobel pentru Științe Economice în 1986 (fotografie din septembrie 2010)

Economistul american Richard McKenzie a inventat termenul de „economie constituțională” pentru a defini subiectul principal de discuție la o conferința organizată la Washington D.C. în 1982. Ulterior, un economist american, James M. Buchanan, a folosit neologismul lui McKenzie pentru a denumi o nouă sub-disciplină academică. Pe baza lucrării sale cu privire la această sub-disciplină, Buchanan a obținut Premiul Nobel pentru Științe Economice pentru „dezvoltarea bazelor contractuale și constituționale ale teoriei luării deciziilor economice și politice”. Constituționalismul a fost criticat pentru că, anterior, a ignorat problemele economice, însă această critică a fost luată în vedere în dezvoltarea economiei constituționale. Buchanan respinge “orice concepție organică conform căreia statul este mai înțelept decât indivizii care îl formează”.
Această poziție filozofica constituie, de fapt, subiectul de bază al economiei constituționale. Prin intermediul unei abordării economice și constituționale obținem o analiză economică și constituțională combinată, evitând astfel o înțelegere unidimensională. În opinia lui Buchanan, o constituție care vizează doar câteva generații de cetățeni trebuie să se poată adapta la decizii economice pragmatice și să echilibreze interesele statului și ale societății cu cele ale indivizilor și drepturile lor constituționale la libertatea personală și la fericirea individuală
Economia constituțională se inspiră din atitudinea reformistă caracteristică viziunii lui Adam Smith. Prin urmare, conceptul lui Buchanan poate fi considerat drept echivalentul modern al “științei legislației” definită de Smith. Potrivit lui Buchanan este o cheie a ordinii constituționale și „poate fi supranumită lumea kantiană idealizată” în care individul „care face ordinea, împreuna cu majoritatea colegilor săi, adoptă legea morală ca regulă generală pentru comportament”.
În prelegerea pentru premiul Nobel, Buchanan a citat lucrarea economistului suedez din secolul al XIX-lea, Knut Wicksell, care i-a influențat foarte mult cercetarea: „Dacă utilitatea este zero pentru fiecare membru al comunității, utilitatea totală pentru comunitate nu poate fi alta decât zero”. În epigraful capitolului dedicat conferinței Nobel, intitulat „Constituția politicii economice”, Wicksell afirmă că „indivizii înșiși sunt singurii care pot judeca dacă beneficiile activității propuse sunt mai mari decât costurile”.
Buchanan a introdus conceptele trans-disciplinare complexe de „cetățenie constituțională” și „anarhie constituțională”. Anarhia constituțională este o politică modernă care poate fi cel mai bine descrisă drept acțiuni întreprinse fără înțelegerea sau luarea în considerare a regulilor care definesc ordinea constituțională. Această politică este justificată de trimiteri la sarcini strategice formulate pe baza intereselor divergente indiferent de impactul lor asupra structurii politice. Buchanan introduce conceptul de „cetățenie constituțională”. Acesta este definit drept respectarea de către cetățeni a drepturilor și obligațiilor lor constituționale, care ar trebui considerate ca o componentă constitutivă a politicii constituționale. Buchanan subliniază, de asemenea, importanța protecției principiilor morale care stau la baza normelor constituționale.

### Etica cetățeniei constituționale
James Buchanan a scris că „etica cetățeniei constituționale nu este direct comparabilă cu comportamentul etic în interacțiune cu alte persoane în cadrul constrângerilor impuse de regulile unui regim existent. Un individ poate fi pe deplin responsabil, în sensul etic standard, dar nu reușește să îndeplinească cerința etică a cetățeniei constituționale”. Buchanan a considerat termenul “constituționalitate” în sens larg și l-a aplicat familiilor, firmelor și instituțiilor publice, dar, în principal, statului.
Buchanan a accentuat faptul că politica publică nu poate fi luată în considerare în ceea ce privește distribuția, ci este întotdeauna o chestiune de alegere asupra regulilor jocului care generează un model de schimb și distribuție. Renașterea economiei politice sub forma de preocupare școlara se datorează in mare măsura lui Buchanan. Activitatea lui Buchanan în alegerea publică este deseori interpretată ca fiind cazul cel mai relevant din imperialismului economic. Totuși, conform opiniei lui Amartya Sen, , Buchanan nu ar trebui să simbolizeze imperialismul economic. În același timp Sen afirmă că Buchanan a fost principalul contribuitor la introducerea eticii, gândirii politice legale și a gândirii sociale în economie, în adevăratul sens al cuvântului.
Un element esențial în procesul de înțelegere a sistemului de gândire al lui Buchanan este distincția pe care acesta a făcut-o între știința politică și tactica politică. Știința politică se referă la regulile jocului, în timp ce tactica politică se concentrează asupra strategiilor pe care jucătorii le adoptă într-un anumit set de reguli. “Întrebările despre regulile corecte ale jocului sunt în domeniul filozofiei sociale, în timp ce întrebările despre strategiile pe care jucătorii le vor adopta conform acestor reguli aparțin domeniului economiei, iar tocmai jocul dintre reguli (filozofia socială) și strategii (economie) reprezintă ceea ce Buchanan considera drept economia politică constituțională.
Împreuna cu câțiva asociați din domeniul economiei constituționale, Buchanan a lansat revista Economia Politica Constituționala, în anul 1990, având drept scop încurajarea cercetării și dezvoltarea disciplinei. în articolul avangardist “Domeniul Economiei Constituționale”, Buchanan a stabilit limitele studiului în curs și a stabilit diferite subiect dezvoltate ulterior în 1962 și 1986. În viziunea lui Buchanan economia constituționala era atât un program de cercetare orientat spre regulile instituțiilor în care indivizii fac alegeri, cât și un proces de creare a acestor reguli. Economia constituționala vizează regulile actuale, alegerea dintre constrângeri, spre deosebire de ancheta economica obișnuită care se concentrează pe alegerile din cadrul regulilor sau a constrângerilor impuse indivizilor. Persoanele fizice sunt de acord să se limiteze pe ele însele în schimbul beneficiilor anticipate, asemănător perspectivei asupra guvernului dintr-un contract social. La fel cum o tranzacție de piață are loc prin schimburi voluntare, avantajoase din punct de vedere reciproc, așa se întâmplă și cu schimburile politice de drepturi și autoritate.
Odată cu această teorie, politica devine o forma de schimb și este, prin urmare, demnă de analiza economică. Astfel se stabilește începutul economiei constituționale. Până la sfârșitul articolului, Buchanan intră pe sfera filosofiei, tinzând ușor spre scepticism, și afirmând că fiecare individ trebuie să perceapă fenomenele prin “fereastra” sa proprie, iar acordul este imposibil atunci când toată lumea vede realitatea din perspective diferite. Conform individualismului radical, economia constituțională poate cuprinde numai persoanele care privesc lumea prin paradigme sau ferestre economice, nu prin paradigme idealiste conduse de un anumit scop.

## Economia constituțională pozitivă
În cadrul economiei constituționale pozitive, instrumentele sau metodele sunt unice, datorită naturii interdisciplinare a programului. Principalul instrument al economiei constituționale pozitive este ,,analiza instituțională comparativă", cu patru elemente principale: .
1. Primul element examinează modul în care au apărut anumite reguli constituționale și care au determinat elaborarea regulilor ca rezultat al intrărilor individuale agregate.
2. Al doilea element analizează modul în care se disting regulile între factorii individuali și colectivi, deși Voigt recunoaște că această metodă de cercetare este rar utilizată.
3. Cel de-al treilea element sunt posibilitățile de modificare ulterioară a constituției (sau regulilor).Orice modificare propusă a constrângerilor constituționale sau a regulilor de constrângeri este supusă unei examinări economice a efectelor lor asupra eficienței și echității.
4. Cel de-al patrulea element al economiei constituționale pozitive analizează efectele economice ale schimbării dezvoltate sau modificate asupra regulilor.

Toate analizele economice încearcă să maximizeze eficiența, iar economia constituțională nu face excepție de la această regulă. Pe piață, indivizii maximizează eficiența atunci când ambele părți obțin un beneficiu personal, un schimb reciproc și când resursele ajung la cea mai mare valoare. Economia de piață este realitatea actuală, dar trebuie să fie o „economie de piață constituțională” ca termenul introdus de judecătorul˗șef al Curții Constituționale Indoneziene, Jimly Asshiddiqie, în cartea sa „Constituția economică”. Procesul politic este unul de schimb, spre deosebire de piață, resursele schimbate sunt politice, nu materiale sau financiare. Prin urmare, eficiența politică este redată de consimțământul politic sau atunci când toți indivizii din comunitate sunt de acord cu structurile politice. Economia constituțională mimează o economie politică tradițională contractuală, concentrându˗se asupra contractului sau a consimțământului dintre guvern și partea guvernată. Cu toate acestea, consimțământul urmează după eficiență în piață, în timp ce eficiența urmează dupa consimțământ în politică.[citation needed]

## Economie constituțională normativă
Economia constituțională normativă se concentrează asupra legitimizării statului și a acțiunilor sale ca și cel mai bun mijloc de eficiență și utilitate maximă, judecând condiții sau reguli eficiente și discernând și studiind sistemele politice pentru maximizarea eficienței, unde rezultatul alegerilor colective este considerat „echitabil”, „just” sau „eficient”. Încă o dată, Buchanan domină discuția normativă a economiei constituționale, în special modul în care individualismul metodologic afectează analiza economică.
Până în 1988, ideile lui Buchanan au evoluat de la discursul său din 1986. Atât Buchanan, cât și Stefan Voigt susțin ipoteza fundamentală a economiei constituționale normative, potrivit căreia obiectivele sau valorile unui singur individ nu pot înlocui valoarea altora. Prin urmare, este imposibil de realizat o normă socială universală sau un obiectiv absolut. Din moment ce politica este o formă de schimb, atunci când indivizii sunt de acord să facă un schimb de bunuri, aceștia acționează rațional, în funcție de cum își percepe fiecare interesul, dacă decizia este voluntară și luată în cunoștință de cauză. Date fiind aceste criterii, orice astfel de acord este ,,eficient” și, prin urmare, ar trebui să apară normativ.
Individualismul metodologic îl determină pe Buchanan să susțină că o teorie politică foarte asemănătoare cu cea a lui John Rawls în lucrarea sa din 1971, „Teoria Justițieiˮ, ar realiza cel mai bine obiectivele unice ale indivizilor. Învăluit de ignoranță și decizii a priori ale obiectivelor sociale, Buchanan spune că economia politică nu are un inginer social sau un scop moral, ci doar îi ajută pe indivizi în căutarea unor reguli care să le servească cel mai bine propriilor scopuri. Pentru Buchanan, societatea „bună” este una care promovează interesele indivizilor, nu un scop moral sau teleologic independent.

### Hayek
Buchanan nu este singurul contribuitor al economiei constituționale normative. Economistul polimat Friedrich Hayek a scris, de asemenea, în mod extensiv pe tema economiei constituționale, chiar dacă acesta nu i-a dat în mod specific un nume. Hayek susține că democrația constituțională reprezentativă este cea mai bună structură a guvernului. Proiectul principal al lui Hayek a fost justificarea libertății și stabilirea unor criterii pentru un regim de libertate.
Hayek era îngrijorat de tipul de stat pe care Buchanan/Rawls îl considera normativ. Hayek a considerat necesară o întoarcere la viziunile tradiționale ale guvernării, filosofiei politice și ale economiei. El a crezut că statul Buchanan/Rawls a avut o tendință aproape inevitabilă spre totalitarism, pe măsură ce statul urmărea să maximizeze utilitatea individuală. Oamenii ar putea fi, în curând, la mila birocrației para-guvernamentale a statului furnizor.
Hayek îi avertizează pe cititorii săi (să nu se grăbească cu lansarea în tipul de stat pe care îl concep Rawls și Buchanan?), spunând că alegerea individuală nu poate să fie singurul factor determinant în (alegerea constrângerilor?), iar structura reală a regulilor sau a constrângerilor (constituția) trebuie să se conformeze cu ceea ce Buchanan ar numi un obiectiv supra-individual. Pentru Hayek, democrațiile constituționale liberale reprezintă cea mai bună metodă de a atinge libertatea individuală, egalitatea, oportunitatea și eficiența și dă următoarele trei motive. În primul rând, constituțiile codifică legea preexistentă. În al doilea rând, plasează constrângeri explicite guvernului pentru a preveni totalitarismul. Iar în cele din urmă, păstrează legea și ordinea pentru polis. Toate acestea se încadrează în ordinea morală și teleologică.

## Analiza economică a Constituției Statelor Unite ale Americii
Fondarea general acceptată a analizei economie constituționale a Constituției Statelor Unite a fost prezentată în cartea lui Charles Austin Beard din 1913 „O interpretare economică a Constituției Statelor Unite”. În timp ce majoritatea cercetătorilor resping astăzi teza generală a lui Beard, el a inițiat o nouă metodă de gândire economică și politică, care evoluează spre analiza economiei constituționale Contemporane . Principala teză a lui Beard a fost următoarea: Constituția Statelor Unite era „în esență un document economic bazat pe conceptul potrivit căruia drepturile fundamentale private de proprietate sunt anterioare guvernului și dincolo de majorități .
În 1987, Jonathan Macey a scris pentru Facultatea de Drept din Yale și a sintetizat istoria analizei economice constituționale, aplicată Constituției Statelor Unite. Macey oferă o analiză diferită a Constituției Statelor Unite ale Americii și îi critică viziunea lui Beard asupra acesteia.
Separarea puterilor era, de fapt, un mijloc de a permite hegemonia resurselor în mâinile celor bogați. Macey nu putea să fie mai în dezacord de atât: dimpotrivă, el susține că Constituția și separarea puterilor au fost create pt a împiedica puterea politică și economică. Acesta atrage atenția asupra faimoasei descrieri a lui James Madison despre necesitatea *

### Separarea puterilor
Macey afirmă că această concepție despre natura umană este în esență economică. Dacă guvernarea nu este împărțită în puteri distincte, posibilitatea unui „rent-seeking” extensiv amenință eficiența guvernului. Grupurile și indivizii interesați vor influența puterile politice pentru propriile lor obiective,ceea ce ar putea să ducă la nedreptate sau la ineficiență. În interpretarea lui Madison de către Macey, separarea puterilor lansează lobbyștii pe piața concurențială și mai eficientă prin creșterea costurilor tranzacțiilor atât de mult, încât mijloacele de pe piața privată sunt mai puțin costisitoare decât recurgerea la diferite puteri ale statului.
Macey demonstrează în ce fel economia constituțională poate fi aplicată constituțiilor. În loc să pună accent pe intențiile politice sau filozofice ale fondatorilor, economistul constituțional privește constituția într-un mod economic, luând în considerare stimulentele, alegerile,alocările și alți factori economici din cadrul regulilor politice ale unei constituții. În mod tradițional, crearea facțiunilor a fost interpretată ca o mișcare politică briliantă cu scopul de a separa puterea și de a preveni hegemonia statului. Macey este de acord cu asta, însă adaugă un avertisment. Acesta susține un stimulent economic real pentru existența unor facțiuni care obligă fondatorii să separe guvernul.
Facțiunile și puterile separate cresc costurile de tranzacționare pentru mobilizarea sprijinului politic dincolo de ceea ce pot plăti (grupurile de interese?), în caz că se bazează pe mijloace private și neguvernamentale. Macey a arătat cantitatea de legislație printr-un grafic standard de cerere și ofertă, unde cererea reprezintă interesul grupurilor pentru legi și oferta reprezintă sursa legilor. Separarea puterilor schimbă curba de aprovizionare rămasă, ridică prețul și reduce cantitatea legislației.

## Abordare juridică
Judecătorul Richard Posner a reliefat importanța unei constituții în dezvoltarea economică, cercetând conexiunea ]ntre aceste două concepte. Posner abordează analiza constituțională, mai ales din perspectiva judecătorilor, care constituie o forță critică în interpretarea și aplicarea unei constituții,astfel - de fapt în țările cu drept comun - creând baza dreptului constituțional. El evidențiază importanța dispozițiilor constituționale “în stabilirea unor limite exterioare mai extinse în exercitarea discretă a puterii judiciare”. Astfel, atunci când un judecător se confruntă cu un anumit caz, trebuie să acționeze întocmai conform constituției. Rolul economiei în acest proces este acela de a “contribui la identificarea consecințelor interpretărilor alternative” ale constituției.
Ulterior, el afirmă că „economia poate etala o perspectivă asupra întrebărilor ce se referă la interpretarea legală adecvată”. În cele din urmă, după cum subliniază Posner, „limitele unei abordări din punct de vedere economic a deciziilor constituționale [sunt] stabilite de Constituție”. De asemenea, el susține că „protecția eficientă a drepturilor economice de bază generează creșterea economică”.
În paralel cu aprofundarea cercetării academice în domeniul economiei constituționale în SUA din anii 1980, Curtea Supremă a Indiei a încurajat timp de aproape un deceniu litigii de interes public în avantajul celor săraci și exploatați, datorită numeroaselor posibilități de interpretare a mai multor articole din Constituția indiană. Jimly Asshiddiqie, fost judecător șef al Curții Constituționale din Indonezia, a publicat o lucrare de-a sa “Konstitusi Ekonomi” (2010), în care promovează conceptul de Constituție Economică. Acesta este un exemplu concludent - de facto al aplicării practice - a metodologiei economiei constituționale.
Valery Zorkin, președintele Curții Constituționale a Federației Ruse, a efectuat o referire specială la rolul educațional al economiei constituționale: “În Rusia, introducerea în programele de drept universitar și în departamentele economice a unor noi discipline academice precum economia constituțioanlă, devine un act de o importanță majoră”.

## Școala rusească
Școală Rusească de Economie Constituțională a fost creată la începutul secolului XXI, având ca idee de bază încadrarea analizei economice și constituționale combinate în procesul legislativ (în special cel bugetar), astfel generând evitarea erorilor în luarea deciziilor economico-financiare; de exemplu, atunci când cheltuielile militare (sau altele) sunt mai mari decât cele alocate culturii și educației. Economia constituțională studiază așa aspecte precum distribuția echitabilă a venitului național. Aceasta include, de asemenea, cheltuielile guvernamentale pentru sistemul judiciar, care în țările în tranziție și în curs de dezvoltare sunt controlate în totalitate de puterea executivă.
Aceasta din urmă, fiind un instrument de separare a puterilor în stat, subminează principiul controalelor și al echilibrului, instrument în separarea puterilor,astfel creând o dependență financiară critică în sistemul judiciar. Este important să putem distinge cele două posibilități de corupție a sistemului judiciar: corupția în mediul public (prin planificări bugetare și diverse privilegii) și corupția din mediul privat. Prima, face aproape imposibil pentru o afacere să faciliteze dezvoltarea și creșterea optimă a economiei naționale pe piață. În limba engleză, cuvântul „constituție” conține un număr extins de înțelesuri, cuprinzând nu doar constituții naționale, ci și regulamente ale corporațiilor, reguli nescrise ale diferitor cluburi, grupuri informale, etc.
Destinat inițial țărilor în tranziție și celor în curs de dezvoltare, modelul rusesc al economiei constituționale este totalmente concentrat pe conceptul de constituire a unui stat. Acest model al economiei constituționale se bazează pe conștientizarea necesității de a reduce decalajul dintre aplicarea practică a drepturilor economice, sociale, politice acordate prin constituție, legea bugetară anuală sau trimestrială și politicile administrative conduse de guvern. În anul 2006, Academia Rusă de Științe a recunoscut oficial economia constituțională ca disciplină academică separată.
Întrucât în multe țări cu sisteme politico-economice de tranziție constituțiile sunt adesea tratate de elita conducătoare ca documente juridice abstracte, total deconectate de politica economică a statului, practica economiei constituționale devine o condiție decisivă pentru dezvoltarea democratică atât a statului cât și a societății.

## Critică
Economia constituțională nu este acceptată de toți savanții în economie. Walter Block și Thomas DiLorenzo critică aspru acest concept ca și o posibilă știință. Ei susțin că politica nu poate fi echivalată cu piața și de aceea economia constituțonală nu poate exista ca și disciplină de studiu. Spre deosebire de piață, consimțământul ambelor părți nu este baza politicii, condusă de violente constrângeri conflictuale. De aceea, ei consideră că metoda de optimizare și selecție după gradul de importanță (CE-method) doar induce confuzie în discuția asupra alegerilor publice și a economiei politice. Buchanan, Voight, Macey, până și Beard, toți admit faptul că politica presupune, în mod implicit, un schimb de “bunuri”, o viziune amplă asupra contractului social.
Însă pentru Block și DiLorenzo, politica nu reprezintă decât avantajarea unui grup mai puternic în defavoarea unuia mai slab. Ei relevă faptul că de la Imperiul Roman până în prezent statul se formează prin perpetuă exploatare și concurare, dar niciodată prin acord comun. Calculul consimțământului, opera ce stă la baza economiei constituționale, conține o bună parte din atacul lor.Dacă au dreptate că statul nu a existat și nu poate exista în mod voluntar, și că prezența guvernului independent este un fapt inerent contradictoriu, atunci economia constituțională nu poate exista ca disciplină.
William Campbell explică în afirmația sa conceptul de slăbiciune a economiei constituționale, atribuind ca scop a unui regim nu moralitatea și binele individual, ci eficiența, libertatea individuală și drepturile liberale.